# Agrotera flavobasalis
Agrotera flavobasalis is een vlinder uit de familie van de grasmotten (Crambidae). De wetenschappelijke naam van deze soort is voor het eerst gepubliceerd in 1996 door Hiroshi Inoue.
Deze soort komt voor in Japan (op de Bonin-eilanden).